# Rovigo (provincie)
De provincie Rovigo ligt in de Noord-Italiaanse regio Veneto. Ze grenst in het noorden aan de provincies Padua, Venetië en Verona, in het westen aan Mantua en in het zuiden aan de provincie Ferrara.
Het territorium van de provincie wordt in grote lijnen begrensd door de rivieren Po en Adige. Het vlakke land is belangrijk voor de landbouw. De hoofdstad Rovigo ligt in het centrum van de provincie. Zoals in bijna alle steden in de Veneto is hier een zuil te vinden met de Marcusleeuw erop; in Rovigo staat hij op het Piazza del Duomo. Een ander markant bouwwerk is de hoge toren Torre Donà. De stad Adria heeft een lange geschiedenis achter de rug. In de Romeinse tijd droeg ze de naam Hatria en was het een van de belangrijkste havens aan de zee die naar haar vernoemd is: de Adriatische Zee. Tegenwoordig is de stad niet erg bezienswaardig. Wel heeft een interessant archeologisch museum met een collectie Etruskische, Griekse en Romeinse voorwerpen die in de streek gevonden zijn. Na 652 kilometer over land te hebben afgelegd stroomt de rivier de Po net voorbij Porto Tolle de Adriatische zee in. De delta van de Po is erg belangrijk voor vele vogelsoorten. Verscheidene delen van het gebied zijn tot beschermd gebied verklaard.

## Belangrijke plaatsen
- Rovigo (50.302 inw.)
- Adria (20.637 inw.)
- Porto Tolle (10.659 inw.)